# Go West
Go West – bośniacki film z roku 2005 w reżyserii Ahmeda Imamovicia.

## Opis fabuły
Muzułmanin Kenan i Serb Milan żyją w związku homoseksualnym w Sarajewie, ukrywając to, co ich łączy. Kiedy w 1992 wybucha wojna w Jugosławii decydują się uciec z miasta i przedostać się do Europy Zachodniej. Chroniąc Kenana, Milan przebiera go w strój kobiecy i przedstawia jako swoją żonę Milenę. Razem docierają do zniszczonej serbskiej wsi we wschodniej Bośni, skąd pochodzi Milan. Z pomocą ojca Milan chce zdobyć nowe dokumenty i wyjechać. Po ślubie, do którego doprowadził Ljubo, Milan zostaje powołany do służby wojskowej, a Kenan jako Milena pozostaje pod opieką Ljubo. Jego sekret odkrywa Ranka, kelnerka w miejscowym barze. Uczucie do Kenana skłania Rankę, aby czarami pozbyć się Milana. Kiedy ten ginie na wojnie, Kenan odrzuca uczucia Ranki. Film rozpoczyna się i kończy sekwencją wywiadu, który Kenan udziela francuskiej dziennikarce.

## Obsada
- Tarik Filipović jako Milan
- Mario Drmać jako Kenan
- Rade Šerbedžija jako Ljubo
- Mirjana Karanović jako Ranka
- Haris Burina jako Lunjo
- Jeanne Moreau jako dziennikarka
- Nermin Tulić jako pop Nemanja
- Almedin Leleta jako Alen
- Almir Kurt jako Drago
- Milan Pavlović jako Milo
- Orijana Kunčić jako Posilna
- Ivana Perkunjić jako prostytutka
- Mihajlo Mrvaljević jako Anto
- Selma Muhedinović jako Marija
- Rade Čolović

## Nagrody i wyróżnienia
- Międzynarodowy Festiwal Filmowy w Montpelier - nagroda krytyków i nagroda publiczności.
- 46 Międzynarodowy Festiwal Filmowym w Salonikach - nagroda publiczności.